# Jardine Matheson
Pour les articles homonymes, voir Jardine.
Jardine Matheson, ou plus simplement Jardine, est un conglomérat basé à Hong Kong.

## Histoire

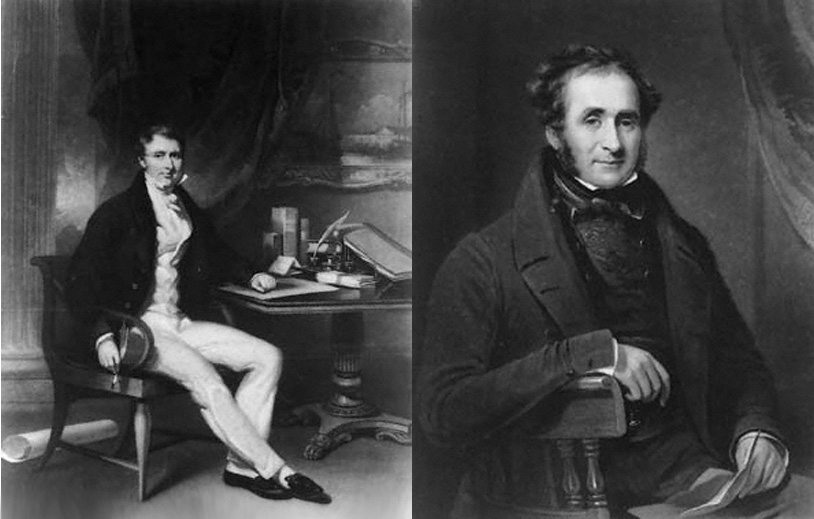
William Jardine et James Matheson, les fondateurs

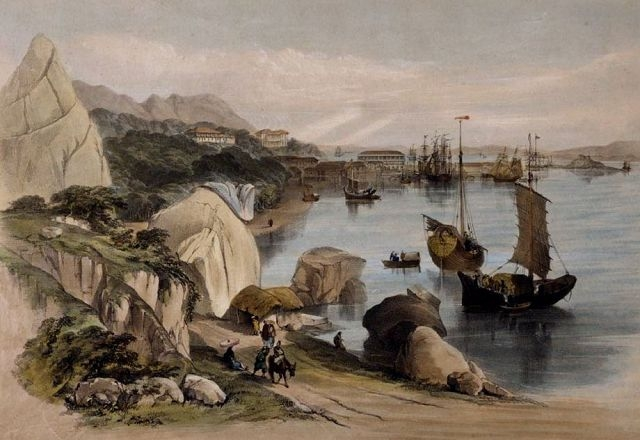
en 1846, vue du premier siège social de la société Jardine situé sur la Causeway Bay à Hong Kong.

La firme Jardine Matheson and Co a été fondée à Guangzhou en Chine, le 1er juillet 1832. La société fit fortune dans la contrebande d'opium, et le commerce de thé et de coton entre l'Inde britannique et la Chine.
En mars 2021, Jardine Matheson annonce l'acquisition 5,5 milliards de dollars dans la participation de 15 % dans Jardine Strategic qu'il ne détenait pas encore.